# Битка за брдо Пањик
Битка за брдо Пањик је била битка током рата у Босни између 1. Теочачке бригаде и Гарде Пантери. Одмах након деблокаде Теочака, АРБиХ је покренуо офанзиву, у којој је покушао да заузме села Прибој, Бријест, преостали дио Растошнице који су били под контролом ВРС и брдо Пањик. АРБиХ је у почетку заузео 12 km², међутим Војска Републике Српске је покренула контраофанзиву и поново вратила ту територију. Борба је трајала од 3. до 24. септембра 1992. године.

## Позадина
Планина Мајевица је била стратешки битна у рату у БиХ, јер је на њој био кључни радио-торањ који је омогућавао комуникацију, телевизијско емитовање и телефонске услуге. Контрола планине би имала значајне импликације за обе стране, јер би им омогућила да ометају линије снабдевања и војне операције својих противника. Држањем дела планине, Срби и Бошњаци могли би једни другима угрозити територију у северозападној Босни, чинећи је веома битним стратешким мјестом у рату.
У јулу и августу вођене су борбе за деблокаду Теочка. Теочак је деблокиран средином августа, тада су „Пантери“ били на Озрену и припремали се за евакуацију становништва Смолуће. Теочак је потпуно деблокиран 1. септембра 1992.

## Ток борбе

### АРБиХ офанзива
Дана 3. септембра 1992. године јединица капетана Хајре је покренула велику офанзиву. Истог дана Гарда Пантери долази на то ратиште, АРБиХ заузима преосталих 3 km² Растошнице. Јединица капетана Хајре 4. септембра су заузеле брдо Пањик где гине Бранко Пантелић. Истог дана пада и село Бријест, а јединице капетана Хајре избијају на сами улазу у Прибој, односно дошли су до ријеке Јање. АРБиХ је заузела 12 km² у овој офанзиви. Борбе које су уследиле биле су интензивне и дуготрајне.

### ВРС контраофанзива
Дана 5. септембра Гарда Пантери је покренула контраофанзиву да поврати изгубљену територију од АРБиХ. Већ 6. септембра АРБиХ је потиснута из Прибоја. Затим се 19. септембра настављају борбе у којим је ВРС ослободила Бријест, брдо Пањик и 3 km² Растошнице. Али јединице капетана Хајре 21. септембра заустављају даље напредовање Гарде Пантери и одбацују их неколико стотина метара. Наредна три дана Пантери су стабилизовали линију фронта и спријечили даље напредовање АРБиХ према брду Пањик.

## Посљедице
Љубиша Савић је преузео 1. команду над јединицом и преименовао јединицу у „Гарда Пантери“ у част Бранка Пантелића.
На Пањику је подигнут споменик за Бранка Пантелића, Стевана Лазићиа и њихових 14 погинулих бораца.